# سیارک ۳۳۹۶
سیارک ۳۳۹۶ (به انگلیسی: 3396 Muazzez، نامگذاری:A915TE) سه هزار و سیصد و نود و ششمین سیارک کشف شده‌است که در ۱۵ اکتبر ۱۹۱۵ و در هایدلبرگ کشف شد.
قدر مطلق سیارک برابر ۱۱٫۰۰ است.